# دیوای جزیره متروک
دیوای جزیره متروک (کره‌ای: 무인도의 디바) (به انگلیسی: Castaway Diva) مجموعه تلویزیونی ۲۰۲۳ کره جنوبی به کارگردانی اوه چونگ هوان، به نویسندگی پارک هه ریون و یون یول و با بازی پارک اون-بین، چه جونگ هیوپ، کیم هیو جین، چا هاک یون و کیم جو هون است. این مجموعه از ۲۸ اکتبر تا ۳ دسامبر ۲۰۲۳ برای اولین بار در تی‌وی‌ان پخش شد.